# Oued Goussine
Oued Goussine (în arabă وادى قوسين) este o comună din provincia Chlef, Algeria.
Populația comunei este de 6.453 de locuitori (2008).